# Piotr z Lucjanowic
 Piotr z Lucjanowic  zwany Lucjanowskim herbu Ostoja (zm. ok. 1468 r.) – pisarz generalny ziemski krakowski, wielkorządca krakowski.

## Życiorys
Piotr Lucjanowski h. Ostoja był synem Piotra z Lucjanowic (zm. 1428) i Katarzyny. Podpisał akt konfederacji Spytka Melsztyńskiego w roku 1439. Dwa lata później, w roku 1441, występował jako generalny poborca podatkowy w ziemi krakowskiej. Tego roku uzyskał nominację na urząd pisarza generalnego ziemskiego krakowskiego. Regularnie brał udział w wiecach ziemi krakowskiej. Władysław III zapisał Piotrowi pewne sumy na dobrach: Ostrów, Buczek i Kowalów w ziemi lwowskiej, co potwierdził mu Kazimierz IV Jagiellończyk w roku 1447. Przed rokiem 1454 sprzedał Krzesławowi z Kurozwęk swoją część w Lucjanowicach (dziś Łuczanowice). Był także posłem królewskim do kapituły poznańskiej w roku 1457. Rok później objął urząd wielkorządcy krakowskiego po Mikołaju Pieniążku. 